# Ёмкостная компенсация
Ёмкостная компенсация — способ компенсации реактивной мощности с помощью ёмкостной нагрузки.
Широко применяется на тяговых подстанциях переменного тока c целью повышения эффективности работы электрооборудования, снижения потерь электроэнергии, что, в частности, позволяет повысить пропускную способность железнодорожного транспорта.
Ёмкостная компенсация реактивной мощности осуществляется с помощью конденсаторных установок. Ввиду того, что напряжение в тяговой сети меняется со временем, необходимо применять регулируемые конденсаторные установки.
Различают продольную, поперечную и продольно-поперечную ёмкостную компенсацию.

## Регулируемые установки поперечной ёмкостной компенсации
Поперечная компенсация (КУ) применяется для уменьшения реактивной составляющей тока в системе за счёт установки источника реактивной мощности в непосредственной близости от нагрузки.
По способу регулирования рассматриваются следующие группы регулируемых КУ:
- регулируемые ‒ включение реакторов параллельно или последовательно с ёмкостью конденсаторов;
- ступенчатые регулируемые (дискретно регулируемые) ‒ включение-отключение отдельных ступеней конденсаторных батарей или изменение схемы соединения.

### Регулируемые КУ с шунтирующими реакторами
Суммарная мощность КУ при параллельном включении регулируемого реактора LRP и конденсаторной батареи С с реактором LR (рис. 1, а) равна разности их мощностей. Если мощности равны, то КУ не вырабатывает реактивную мощность. При регулировании LRP, уменьшая его мощность, КУ увеличивает генерацию реактивной мощности в сети.
Регулирование мощности реактора происходит с помощью явления насыщения стали, возникающего при продольном и поперечном подмагничивании магнитопровода реактора постоянным током.
В наше время применение реакторов с поперечным подмагничиванием является невыгодным из-за высокой стоимости и ряда недостатков.
Схема с реактором, регулируемая с помощью тиристоров (СТК, рис. 1, б) применяется почти во всех сетях 35 кВ и выше. Увеличивая угол регулирования тиристоров от 0 до π/2, изменяют величину тока, протекающего через реактор, от номинального значения до нуля. Достоинством является высокая надежность тиристорного управления. Недостатком ‒ наличие высших гармоник в токе, который потребляется реактором из сети. Поэтому в этой схеме обязательно должны быть фильтры, настроенные на нечётные гармоники (фильтры CF).
Вместо реактора может быть применён реактор-трансформатор для снижения напряжения на коммутируемых тиристорах (рис. 1, в). Также существует схема с включением конденсаторной батареи и СТК через понижающий трансформатор (автотрансформатор), позволяя работать тиристорам на пониженном напряжении (рис. 1, г).
Статический тиристорный компенсатор (СТК) с реакторной группой ТРГ, управляемый тиристорами, и мощными фильтрокомпенсирующими цепями ФКЦ (рис. 2). В данную схему входит:
- однофазная тиристорно-реакторная группа (ТРГ) ‒ плавно регулируемый потребитель реактивной мощности;
- фильтрокомпенсирующая цепь (ФКЦ) ‒ источник реактивной мощности и фильтр высших гармоник;
- низкочастотный фильтр НЧФ ‒ снижает влияние резонансных явлений на оборудование СТК;
- система управления и защита СТК ‒ состоит из шкафа управления СТК со шкафом управления тиристорами и релейной защиты и шкафом охлаждения тиристоров.

В настоящее время применение СТК на российских железных дорогах невыгодно из-за больших капитальных затрат и долгой окупаемости. Поэтому необходимо упростить схему СТК и удешевить прежде всего тиристорно-реакторную группу регулирования.

### Регулируемые ступенчатые установки
Состоят из нескольких секций. В зависимости от регулируемого параметра (напряжение, ток, реактивная мощность и т. д.) в них включается или отключается нужная секция (рис. 3, КУ1, КУ2, КУ3). Состоит из конденсаторной батареи С, реактора LR и главного выключателя Q1 с демпфирующей цепочкой Q2‒R. Сложность выполнения ступенчатых КУ заключается в необходимости защиты от переходных процессов при коммутации КУ из-за бросков токов и напряжений, вследствие чего этого снижается надёжность работы КУ. Поэтому главное при создании ступенчатых регулируемых КУ ‒ ограничение токов и напряжений при включении или отключения КУ.

## Переключаемые установки продольной ёмкостной компенсации
Установки продольной ёмкостной компенсации (УПК) применяются для уменьшения влияния индуктивной составляющей сопротивлений трансформаторов тяговых подстанций и тяговой сети на напряжение на токоприёмнике электровоза путем включения ёмкости последовательно с ними.
В РФ УПК на тяговых подстанциях устанавливается в отсасывающую линию (рис. 4). В отсасывающей линии УПК участвует в повышении напряжения, устраняет эффект опережающей и отстающей фаз, достигается симметрия напряжения при равных токах в плечах питания, снижает класс напряжения применяемого оборудования и упрощает конструктивное выполнение установки.
На данной схеме (рис. 4) показана только одна секция С (параллельно ей подключаются остальные секции). От одного ряда конденсаторов С через ограничительный резистор R и тиристорный ключ ТК напряжение поступает на низковольтные обмотки двух последовательно соединённых трансформаторов TVL. Высоковольтные обмотки этих трансформаторов включены встречно. При сквозном КЗ нарастает напряжение на конденсаторах.
При достижении напряжения уставки UУСТ срабатывает тиристорный ключ VDT. Практически мгновенно (менее, чем за 1 мс) поджигается трехэлектродный разрядник (тригатрон) ТГ. Дуга на главных контактах тригатрона горит до момента, когда включается вакуумный контактор Q (примерно через 0,03 с).
Достоинствами УПК являются: повышение уровня и уменьшение колебания напряжения на токоприемники ЭПС, симметрия напряжения на шинах 27,5 кВ. Недостатками: более тяжёлые условия работы конденсаторов УПК, чем у КУ, так как по ним протекает ток КЗ тяговой сети, из-за этого необходимо наличие надёжной сверхбыстродействующей защиты, перегрузка конденсаторов УПК в аварийном, послеаварийном и вынужденном режимах.
Для лучшей компенсации реактивной мощности и регулирования напряжения необходимо применять совместную работу КУ, УПК.